# Bisbat de Meaux
El bisbat de Meaux (francès: Diocèse de Meaux, llatí: Dioecesis Meldensis) és una seu de l'Església Catòlica a França, sufragània de l'arquebisbat de París. Al 2016 tenia 838.508 batejats sobre una població de 1.353.946 habitants. Actualment està regida pel bisbe Jean-Yves André Michel Nahmias.

## Territori
La diòcesi comprèn el departament francès de Seine-et-Marne.

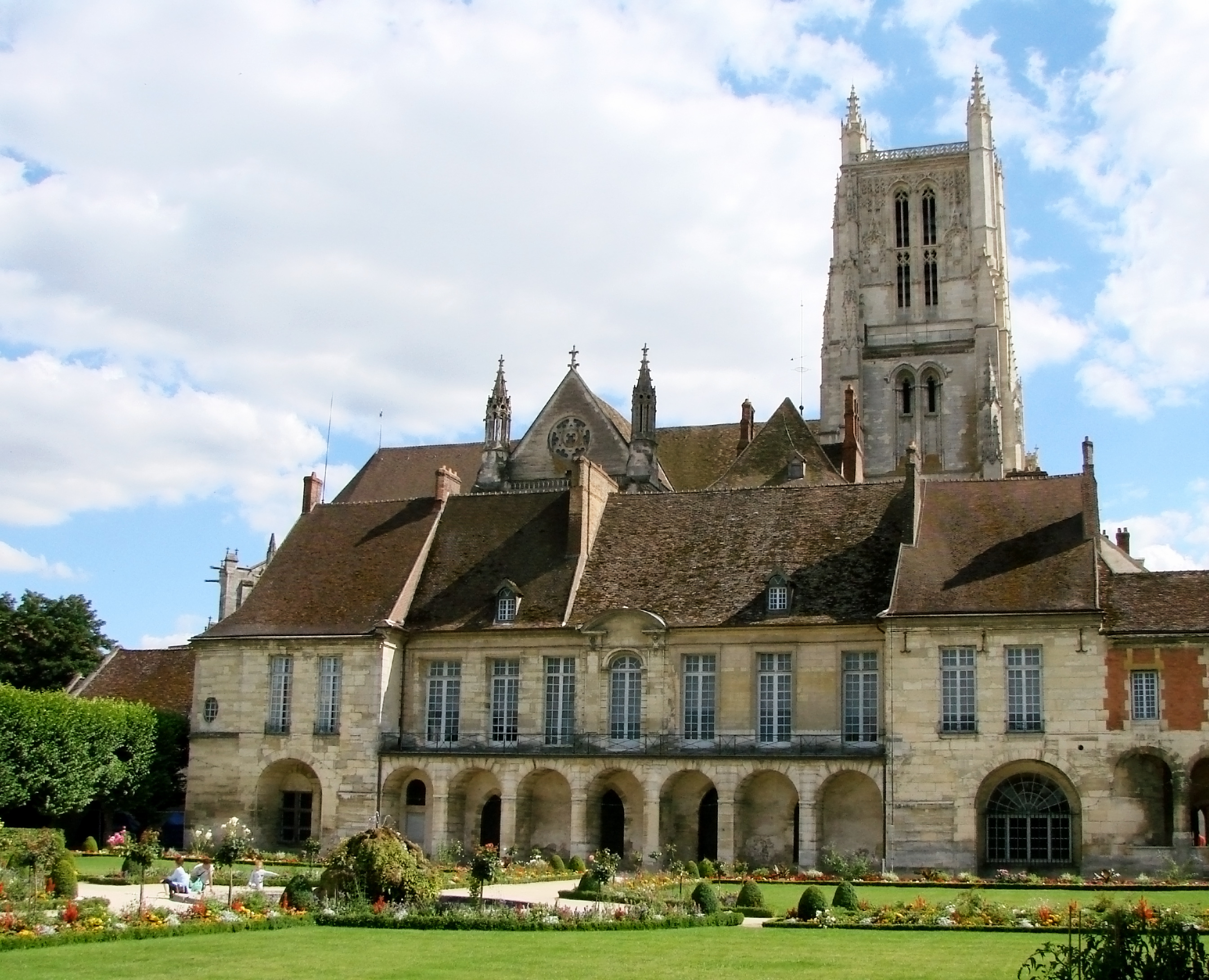
L'antic palau episcopal de Meaux, construït durant el i remodelat durant el, avui seu del museu Bossuet.

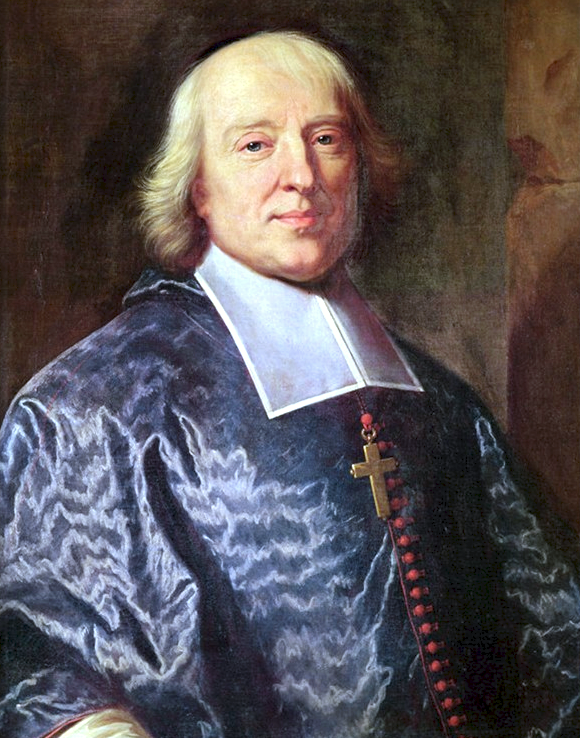
Jacques-Bénigne Bossuet, il·lustre orator i teòleg, fou bisbe de Meaux del 1681 al 1704.

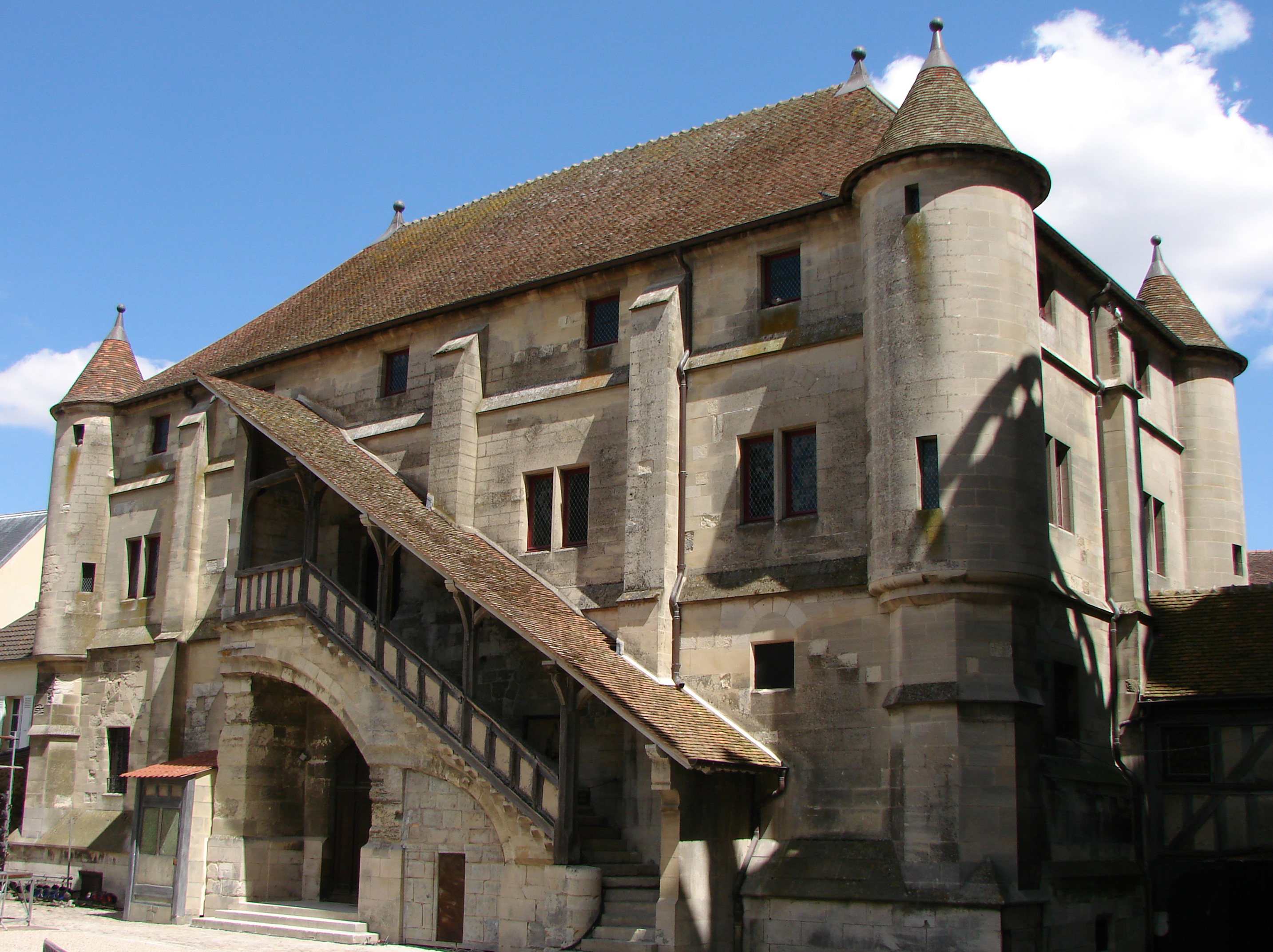
El vieux chapitre, palau del que va ser seu dels canonges de la catedral.

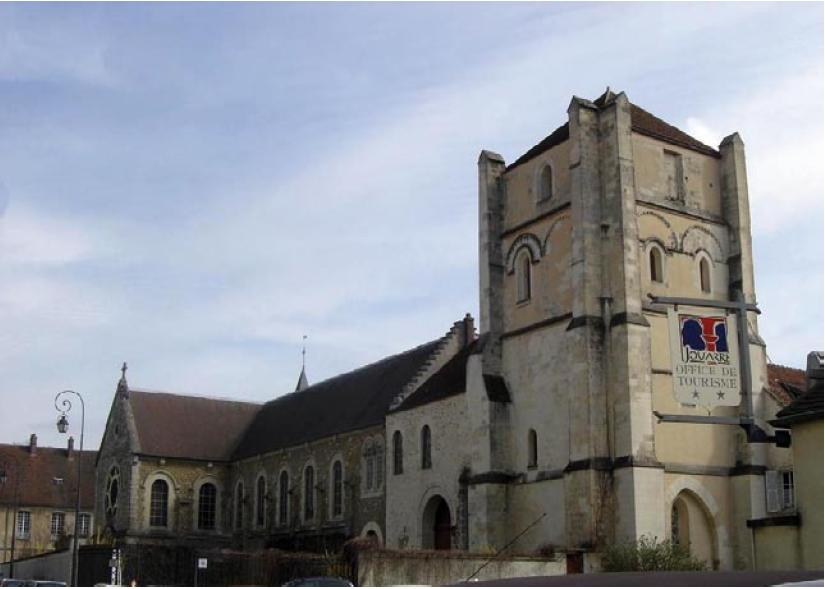
L'església abacial de Notre-Dame de Jouarre, fundada al.

La seu episcopal és la ciutat de Meaux, on es troba la catedral de Sant Esteve.
El territori s'estén sobre 5.931 km², i està dividit en 523 parròquies, agrupades en 17 vicariats.

## Història
Segons la tradició, la diòcesi es va erigir al segle iv. La llegenda diu que els primers evangelitzadors i protobisbes haurien estat sants Santino i Antonino, deixebles de Dionís de París. No obstant això, el primer bisbe històricament documentat és Medoveo (o Medoveco), que va assistir al concili d'Orleans el 549; i el posterior Gondoald (o Gundobald), que va participar en el de París el 614.
Iantinum, capital del poble celta dels Meldi, era una civitas de la Gàl·lia Lugdunense quarta (o Senonia), com ho demostra la Notitia Galliarumprincipi del segle v. Tant des del punt de vista religiós com a civil, Meaux depenia de la província eclesiàstica de l'arxidiòcesi de Sens, la seu provincial metropolitana.
Sota la influència de sant Columbà es van fundar diverses abadies, sobretot benedictines: Santa Creu (més tard Sant Far) a Meaux, i les de Jouarre, Faremoutiers i Rebais (fundada per sant Audoeno de Rouen). A partir del segle xii, es van instal·lar altres ordes religiosos a la diòcesi i van fundar els seus monestirs: entre ells, el monestir de Cerfroid, la casa mare de l'orde de la Santíssima Trinitat.
Durant l'edat mitjana, Meaux va ser seu d'importants concilis provincials, que es van celebrar el 845, el 965, el 1082, el 1204, el 1229 i el 1240.
La construcció de la catedral gòtica es va dur a terme al segle xii durant l'episcopat de Simón de Lizy i es va completar a mitjans del segle xvi.
Entre els bisbes de Meaux que es pot recordar estan: Guillaume Durand de Sant-Pourçain († 1334), redactor deal "Llibre de Sentències"; Philippe de Vitry († 1361), amic de Petrarca i autor de la Metamorfosi d'Ovidi moralitzat; Pierre Fresnel († 1409), diverses vegades ambaixador de Carles VI; Pierre de Versalles († 1446), a càrrec de les missions importants pel papa Eugeni IV, i que, per encàrrec de Carles VII el 1429, examinà Joana d'Arc i es declarà convençut de la missió divina de la Donzella d'Orléans; el cardenal Antoine Duprat († 1535), que va tenir un paper actiu en la redacció de l'acord entre Francesc I i el papa Lleó X.
Durant el segle XVI les idees luteranes van trobar difusió a la diòcesi, tot i la supervisió del bisbe Guillaume Briçonnet, qui operava una renovació de la diòcesi.
El 20 d'octubre de 1622 va passar a formar part de la província eclesiàstica de l'arxidiòcesi de París.
Després del Concili de Trento, el bisbe Dominique Séguier va establir el seminari diocesà i va promoure l'educació del clergat a través de l'establiment de les conférences. Va ser important l'episcopat de Jacques-Bénigne Bossuet, un teòleg destacat. Va ser succeït pel cardenal Henri-Pons de Thiard de Bissy, que va lluitar contra el jansenisme.
En el moment de la revolució, la diòcesi incloïa aproximadament 240 parròquies; dividides en dos ardiaconats (França i Brie) i deu vicariats.
Després del concordat i mitjançant la butlla Qui Christi Domini del Papa Pius VII del 29 de novembre de 1801, la diòcesi va incorporar el territori de la diòcesi de Châlons, i part del territori de l'arxidiòcesi de Reims, que van ser suprimides. El 6 d'octubre de 1822 es van restablir ambdues diòcesis, obtenint el territori de la diòcesi de Meaux.

## Episcopologi
A finals del segle IX l'església de Meaux disposava d'un catàleg episcopal, del qual se'n fa menció a la vida de sant Faró, escrita pel bisbe Ildegar. Aquest catàleg s'ha perdut, però sembla que va ser utilitzat durant el segle xviii per la Gal·lia christiana, que informa d'un llarg elenc de bisbes sense referències.
- Sant Santino †
- Sant Antonino †
- Mansueto †
- Modesto †
- Achero †
- Riolo †
- Promero †
- Primito †
- Principio †
- San Rigomero †
- Crescenzio †
- Anio †
- Presidio †
- Promesso †
- Medoveo (o Medoveco) † (abans del 549 - després de 552)
- Edeno †
- Baudovaldo †[2]
- Gondoaldo (o Gundobaldo) † (abans del 614 - després de 627)
- Sant Faró † (abans del 637/638 - després de 668/669)
- Sant Ildeberto †[3]
- Herlingo † (citat el 683)
- San Patusio †
- Sant Ebregisilo †
- Landrico †[4]
- Eldoaldo †
- Adolfo †
- Ragnemundo (o Ragaminato) †[5]
- Sigenoldo (o Geneboldo) †
- Erlaureo † (?)
- Aidenero (o Achidenero) †
- Romano † (citat el 748)
- Wulfranno † (abans del 757 - després de 769)
- Brumero †
- Ilderico † (? - vers 823 mort)[6]
- Uberto I (Ucberto) † (vers 823[7] - dopo d'agost de 853)
- Ildegario † (abans de d'agost de 856 - 3 de desembre d'aproximadament 873/875 mort)[8]
- Ragenfredo † (citat el 876)
- Segemundo † (citat el 888)
- Ingilramo o Angilramo † (citat el 4 de juny de 900)
- Uberto II (Ucberto) † (citat el 909)
- Agonio †
- Rotardo † (citat el 936)
- Gildrico † (citat el 947)
- Ageraco † (citat el 962)
- Arcanrado (o Ercanrado) † (citat el 986)
- San Gilberto † (abans del 998 - 1009 mort)[9]
- Macaire † (citat el 1015)
- Bernier † (citat el 1028)
- Dagobert †
- Gauthier Saveyr † (abans de d'abril de 1045 - d'octubre de[10] 1082 mort)
- Robert I † (d'octubre de 1082 - ?)
- Gauthier de Chambly † (2 de novembre de 1085 - 26 de juliol de 1102 mort)
- Manassé I † (1103 - 13 de gener de 1120 mort)
- Burchard † (1120 - 4 de gener de 1134 mort)
- Manassé II † (1134 - 23 d'abril de 1158 mort)
- Renaud † (1158 o 1159 - 1161)
- Hugues † (1161 - 7 de setembre de 1161 mort)
- Étienne de la Chapelle † (1162 - 1171 nomenat arquebisbe de Bourges)
- Pierre di San Crisogono † (1172 - després de 1173 renuncià)
- Pierre II ? †
- Simon de Lizy † (abans del 1177 - després de 1194)
- Anseau † (abans de juliol de 1197 - 8 de juny de 1207 mort)
- Geoffroy de Tressy † (vers de novembre de 1207 - 1213 renuncià)
- Guillaume de Nemours † (1214 - 19 d'agost de 1221 mort)
- Amaury † (1221 - 1222 o de gener de 1223 mort)
- Pierre de Cuisy † (1223 - 1255 mort)
- Alerme de Cuisy † (1255 - 12 o 13 d'octubre de 1267 mort)
- Jean de Poincy † (1267 - 27 d'octubre de 1269 mort)
- Jean de Garlande † (1269 - 1272 mort)
- Eude, O.P. † (? - novembre de 1274 mort)
- Jean III † (1274 - després de 1286)
- Adam de Vaudoy † (abans de juliol de 1289 - 13 de febrer de 1298 mort)
  - Geoffroy (Butticularius) † (juliol de 1298 - 1298 mort) (bisbe electe)
- Jean de Montrolles † (3 d'octubre de 1298 - 12 de febrer de 1304 mort)
- Nicolas Volé † (1305 - 18 d'abril de 1308 mort)
- Simon Festu † (18 d'octubre de 1308 - 30 de desembre de 1317 mort)
- Guillaume de la Brosse † (14 de febrer de 1318 - 27 de febrer de 1321 nomenat arquebisbe de Bourges)
- Pierre Jean de Moussy † (17 de febrer de 1321 - 7 d'octubre de 1325 nomenat bisbe de Viviers)
- Guillaume Durand de Saint-Pourçain, O.P. † (13 de març de 1326 - 10 de setembre de 1334 mort)
- Jean de Meulant † (12 d'octubre de 1334 - 3 de gener de 1351 nomenat bisbe de Noyon)
- Philippe de Vitry † (3 de gener de 1351 - 9 de juny de 1361 mort)
- Jean Royer † (6 de setembre de 1361 - 29 d'abril de 1377 mort)
- Guillaume de Dormans † (11 de febrer de 1379 - 17 d'octubre de 1390 nomenat arquebisbe de Sens)
- Pierre Fresnel † (17 d'octubre de 1390 - 20 d'agost de 1409 nomenat bisbe de Noyon)
- Jean de Saints † (20 d'agost de 1409 - 20 de setembre de 1418 mort)
  - Robert de Girème † (10 de juliol de 1419 - 19 de gener de 1426 mort) (bisbe electe)
- Jean de Briou † (8 d'abril de 1426 - 17 d'agost de 1435 mort)
- Pasquier des Vaux † (23 de setembre de 1435 - 25 d'octubre de 1439 nomenat bisbe d'Évreux)
- Pierre de Versailles, O.S.B. † (25 de setembre de 1439 - 11 de novembre de 1446 mort)
- Jean Le Meunier † (15 de maig de 1447 - 22 de juny de 1458 mort)
- Jean du Drac † (2 de maig de 1459 - 17 de maig de 1473 mort)
- Tristan de Salazar † (25 de juny de 1473 - 26 de setembre de 1474 nomenat arquebisbe de Sens)
- Louis de Melun † (26 de setembre de 1474 - 13 de maig de 1483 mort)
- Jean Lhuillier (o d'Huillier) † (6 de juny de 1483 - 21 de setembre de o 21 de novembre de 1500 mort)
- Jean de Pierrepont † (13 de novembre de 1500 - 2 de setembre de 1510 mort)
- Louis Pinelle † (30 d'abril de 1511 - 1515 renuncià)
- Guillaume Briçonnet † (31 de desembre de 1515 - 24 de gener de 1534 mort)
- Antoine Duprat † (20 de febrer de 1534 - 9 de juliol de 1535 mort)
- Jean de Buz † (13 d'agost de 1535 - 9 d'octubre de 1552 mort)
- Louis de Brezé † (13 de setembre de 1553 - 1564 renuncià)
- Jean du Tillet † (5 d'agost de 1564 - desembre de 1570 mort)
- Louis de Brezé † (3 d'abril de 1571 - 15 de setembre de 1589 mort) (per segona vegada)
- Alexandre de la Marche † (15 d'octubre de 1589 - ?)
- Jean Touchard † (28 de juliol de 1594 - 1597 mort)[11]
  - Louis Hôpital † (13 de juliol de 1597 - 1602 renuncià) (in commenda)
- Jean de Vieupont † (22 d'abril de 1602 - 16 d'agost de 1623 mort)
- Jean de Belleau † (15 de juliol de 1624 - 16 d'agost de 1637 mort)
- Dominique Séguier † (10 de gener de 1639 - 16 de maig de 1659 mort)
- Dominique de Ligni † (16 de maig de 1659 - 27 d'abril de 1681 mort)
- Jacques-Bénigne Bossuet † (17 de novembre de 1681 - 12 d'abril de 1704 mort)
- Henri-Pons de Thiard de Bissy † (9 de febrer de 1705 - 26 de juliol de 1737 mort)
- Antoine-René de la Roche de Fontenille † (16 de desembre de 1737 - 7 de gener de 1759 mort)
- Jean-Louis de la Marthonie de Caussade † (9 d'abril de 1759 - 3 de febrer de 1779 mort)
- Camille-Louis-Apollinaire de Polignac † (12 de juliol de 1779 - 10 de novembre de 1801 renuncià)
- Louis-Mathias de Barral † (14 d'abril de 1802 - 1 de febrer de 1805 nomenat arquebisbe de Tours)
- Jean-Paul Faudoas † (22 de març de 1805 - 26 de setembre de 1819 renuncià)
- Jean-Joseph-Marie-Victoire de Cosnac † (27 de setembre de 1819 - 5 de juliol de 1830 nomenat arquebisbe de Sens)
- Romain-Frédéric Gallard † (5 de juliol de 1830 - 21 de febrer de 1839 nomenat arquebisbe titular d'Anazarbo i coadjutor de Reims)
- Auguste Allou (Alloux) † (21 de febrer de 1839 - 30 d'agost de 1884 mort)
- Emmanuel-Marie-Ange de Briey † (30 d'agost de 1884 - 11 de desembre de 1909 mort)
- Emmanuel-Jules-Marie Marbeau † (8 de febrer de 1910 - 31 de maig de 1921 mort)
- Louis-Joseph Gaillard † (21 de novembre de 1921 - 25 de setembre de 1931 nomenat arquebisbe de Tours)
- Frédéric Edouard Camille Lamy † (16 d'agost de 1932 - 20 d'agost de 1936 nomenat arquebisbe de Sens)
- Joseph Evrard † (1 de febrer de 1937 - 25 de juliol de 1942 renuncià)
- Georges-Louis-Camille Debray † (25 de juliol de 1942 - 29 d'abril de 1961 mort)
- Jacques-Eugène-Louis Ménager † (7 de desembre de 1961 - 13 de juliol de 1973 nomenat arquebisbe de Reims)
- Louis Kuehn † (13 de maig de 1974 - 27 d'agost de 1986 renuncià)
- Guy Étienne Germain Gaucher, O.C.D. † (27 d'agost de 1986 - 7 de maig de 1987 renuncià)
- Louis Pierre Joseph Cornet † (31 de juliol de 1987 - 17 d'agost de 1999 jubilat)
- Albert-Marie Joseph Cyrille de Monléon, O.P. (17 d'agost de 1999 - 9 d'agost de 2012 jubilat)
- Jean-Yves André Michel Nahmias, des del 9 d'agost de 2012

## Estadístiques
A finals del 2016, la diòcesi tenia 838.508 batejats sobre una població de 1.353.946 persones, equivalent al 61,9% del total.
| any  | població | població  | població | sacerdots | sacerdots       | sacerdots       | sacerdots             | diaques | religiosos | religiosos | parròquies |
| ---- | -------- | --------- | -------- | --------- | --------------- | --------------- | --------------------- | ------- | ---------- | ---------- | ---------- |
| any  | batejats | total     | %        | total     | clergat secular | clergat regular | batejats por sacerdot | diaques | homes      | dones      |            |
| 1950 | 350.000  | 407.137   | 86,0     | 322       | 301             | 21              | 1.086                 |         | 90         | 900        | 531        |
| 1970 | 468.363  | 604.340   | 77,5     | 392       | 298             | 94              | 1.194                 |         | 151        | 933        | 443        |
| 1980 | 612.000  | 765.762   | 79,9     | 285       | 246             | 39              | 2.147                 | 2       | 76         | 735        | 450        |
| 1990 | 630.000  | 1.011.937 | 62,3     | 240       | 190             | 50              | 2.625                 | 5       | 82         | 326        | 323        |
| 1999 | 840.000  | 1.150.000 | 73,0     | 209       | 164             | 45              | 4.019                 | 19      | 72         | 456        | 551        |
| 2000 | 900.000  | 1.250.000 | 72,0     | 208       | 163             | 45              | 4.326                 | 20      | 72         | 440        | 551        |
| 2001 | 900.000  | 1.213.846 | 74,1     | 229       | 154             | 75              | 3.930                 | 25      | 102        | 440        | 551        |
| 2002 | 900.000  | 1.213.846 | 74,1     | 175       | 148             | 27              | 5.142                 | 26      | 47         | 280        | 551        |
| 2003 | 900.000  | 1.213.846 | 74,1     | 181       | 145             | 36              | 4.972                 | 26      | 52         | 380        | 551        |
| 2004 | 667.615  | 1.213.846 | 55,0     | 179       | 141             | 38              | 3.729                 | 28      | 54         | 380        | 523        |
| 2013 | 829.000  | 1.315.000 | 63,0     | 155       | 112             | 43              | 5.348                 | 42      | 61         | 300        | 523        |
| 2016 | 838.508  | 1.353.946 | 61,9     | 175       | 129             | 46              | 4.791                 | 45      | 59         | 300        | 523        |